# سيلغتي
سيلغتي (بالإنجليزية: Sileighty)‏ هي سيارة من تصنيع شركة نيسان موتورز وتم إنتاجها في سنة 1998.